# Cambuci (distrito de São Paulo)
Cambuci es un distrito ubicado en la zona central de la ciudad de Sao Paulo, Brasil. Administrativamente pertenece a la subprefectura de Sé.

## Límites
- Norte: Avenida do Estado, Rúa Antonio de Sá
- Este: Línea 10 del Tren Metropolitano de São Paulo, Avenida do Estado, Avenida Tereza Cristina, y Avenida Doutor Ricardo Jafet
- Sur: Rúa Coronel Diogo y Rúa Basílio da Cunha
- Oeste: Rúa Muniz de Sousa, Rúa Paulo Orozimbo, Avenida Lacerda Franco, Rúa Alves Ribeiro, Rúa Miguel Teles Júnior, Rúa Francisco Justino Azevedo, Rúa do Lavapés, Rúa Teixeira Mendes, Rúa Otto de Alencar, Praça Nina Rodrigues, Avenida Prefeito Passos, Rúa Antônio de Sá, Avenida do Estado, Rúa da Figueira y Rúa Alexandre Levi.

## Distritos limítrofes
- Bom Retiro (este)
- República (sur)
- Consolação (sudoeste)
- Barra Funda (oeste)